# Wirtualny zespół

Koncert Gorillaz z animacją wyświetlaną na telebimie w tle.

Wirtualny zespół, wirtualna grupa muzyczna – w muzyce jest to grupa składająca się nie z prawdziwych ludzi, lecz z fikcyjnych, najczęściej animowanych postaci. Muzyka jest nagrywana (i w przypadku koncertów na żywo odgrywana) przez prawdziwych artystów i producentów muzycznych, podczas gdy media związane z muzyką, takie jak okładki albumów, teledyski i elementy wizualne występów na żywo są reprezentowane przez fikcyjne postacie; w niektórych przypadkach (np. w dwóch albumach Gorillaz pt. Gorillaz i Demon Days) fikcyjne postaci zapisywane są w przypisach jako prawdziwi autorzy piosenek.
Termin wirtualny zespół został spopularyzowany w 2000 r. wraz ze wzrostem popularności Gorillaz, jednak koncepcja fikcyjnego zespołu po raz pierwszy pojawiła się w 1959 r. wraz z „zespołem” Alvin and the Chipmunks, gdzie Ross Bagdasarian Sr. przyspieszał swoje nagrania w celu uzyskania wysokiego głosu, który miał być głosem fikcyjnych wiewiórek będących „wirtualnymi” członkami zespołu.